# Józef Cetner
Józef Cetner (ur. 17 lutego 1887 w Tarnopolu, zm. 5 lipca 1965 w Krakowie) – wybitny polski wirtuoz skrzypiec, pedagog muzyczny, solista i koncertmistrz, w środowisku muzycznym zwany polskim Paganinim.

## Pochodzenie i dzieciństwo
Urodził się w wielodzietnej rodzinie jako najmłodsze dziecko Tomasza Cetnara (pracownika kolei pochodzącego z Trzcinicy koło Jasła, w województwie podkarpackim) i Marii Komar (pochodzącej z Zagrobeli). W wieku trzech lat zmarł jego ojciec, a dwa lata później jego matka. Był wychowywany przez najstarszą w rodzinie, siostrę Karolinę Cetner. Żył w biedzie, często głodując. Brat Jakub, dużo starszy od Józefa i najstarszy spośród wszystkich braci był nauczycielem muzyki.

## Wykształcenie
Po ukończeniu szkoły powszechnej podjął dalszą naukę w Seminarium Nauczycielskim w Tarnopolu, gdzie zdał maturę w roku 1908. Od września 1908 do czerwca 1912 studiował w Konserwatorium Polskiego Towarzystwa Muzycznego we Lwowie pod kierunkiem takich pedagogów muzycznych jak Maurycy Wolfstahl (gra skrzypcowa) oraz Mieczysław Sołtys (przedmioty teoretyczne). W okresie od 1912 do 1914 studiował w Uniwersytecie Muzyki i Sztuk Scenicznych w Wiedniu pogłębiając edukację (także wiolinistyczną) m.in. u światowej sławy pedagoga gry skrzypcowej Otakara Ševčíka. Był to okres, który jak się później okazało, znacząco wpłynął na jego karierę pedagogiczną w zakresie nauki gry na skrzypcach. Wykorzystywał w niej metody Ševčíka oparte na ćwiczeniach technicznych prawej i lewej ręki.

## Działalność podczas I wojny światowej
Wybuch I wojny światowej zaskoczył go podczas pobytu wakacyjnego wraz z dwoma braćmi (Michałem i Jakubem) w Piwnicznej. Powołany w 1915 do wojska, został zwolniony z powodu grożącej choroby płuc. Powrócił do Piwnicznej gdzie założył i prowadził czterogłosowy chór mieszany o nazwie „Galicyjski chór włościański”. Chór rozpoczął próby w grudniu 1916, a w lipcu 1917 odbyły się pierwsze koncerty w Krynicy, Szczawnicy, Tarnowie, Krakowie, Starym i Nowym Sączu. Chórzystki prezentowały się w tradycyjnych ludowych strojach krakowskich. Na koncertach Józef występował w duecie skrzypcowym wraz ze swoim bratem Michałem w tradycyjnych strojach góralskich (grali oni wówczas również utwory solowe). Opracował na chór i skrzypce szereg kompozycji ludowych. Wyreżyserował jasełka "Betlejem polskie" Lucjana Rydla, wystawione w 1917.
W październiku 1917 z okazji setnej rocznicy śmierci Tadeusza Kościuszki Józef Cetner zadyrygował „Galicyjskim chórem włościańskim” w Krakowie, odbył się wtedy również recital skrzypcowy braci, Józefa i Michała. W Piwnicznej Cetner udzielał lekcji gry na skrzypcach i organizował również koncerty swoich uczniów. W latach 1919–1929 powrócił do Lwowa i prowadził klasę gry skrzypcowej na kursie wyższym i koncertowym w Konserwatorium Polskiego Towarzystwa Muzycznego. We wrześniu 1929 przeniósł się na Śląsk, ale nadal uczył w Konserwatorium Muzycznym dojeżdżając do Lwowa co dwa tygodnie. Wziął udział w koncercie inauguracyjnym 29 września 1929 w Teatrze Polskim, wykonując Polską Sonatę op. 15 na skrzypce i fortepian Witolda Friemanna przy akompaniamencie samego kompozytora.
Od 12 listopada 1936 aż do wybuchu II wojny światowej w 1939 pełnił obowiązki wicedyrektora szkoły, jednocześnie wykładając własną metodykę gry skrzypcowej w katowickim Konserwatorium Muzycznym i przenosząc tradycje szkoły lwowskiej (m.in. Karol Lipiński, Romuald Kochański), a także szkoły rosyjskiej (Piotr Stolarski). Wykłady cieszyły się sporym zainteresowaniem, prowadzone były w formie dyskusji i wymiany poglądów z uczniami.
W 1934 Józef Cetner odkupił od Jana Gawlasa część wyposażenia oraz koncesję na prowadzenie szkoły muzycznej w Cieszynie (założonej w 1932 i zlikwidowanej po dwóch latach filii katowickiego Konserwatorium Muzycznego). Prowadzenie przekazał Janowi Drozdowi, który nadał ostateczny kształt artystyczny i organizacyjny szkole.
Jan Drozd prowadzący w Nowym Jorku swoją szkołę muzyczną i współpracujący z Ignacym Paderewskim w odpowiedzi na otrzymany telegram podjął szybką decyzję o zakupie Szkoły Muzycznej w Cieszynie od Józefa Cetnera i powrocie do Polski. Przewiózł ze sobą instrumenty oraz bogatą bibliotekę nutową. Szkoła pod jego dyrektorstwem wznowiła, tym razem samodzielną działalność, przyjmując nowych uczniów w 1934. Józef Cetner również uczył w reaktywowanej Państwowej Szkole Muzycznej I i II stopnia w Cieszynie, jednocześnie wciąż prowadząc lekcje w Śląskim Konserwatorium Muzycznym w Katowicach.

## Kariera solisty i koncertmistrza
Działalność artystyczną, jako solista wirtuoz, rozpoczął w okresie studiów i kontynuował do 1965. Podczas występów akompaniowała mu Stanisława Czechowiczówna (pianistka i pedagog Konserwatorium Muzycznego we Lwowie). Współpracował także z Zofią Haniszewską-Gołkowską oraz Stefanią Allinówną. Akompaniowali mu również tacy artyści jak: Edward Steinberg, Aleksander Brachocki. W duecie grywał ze skrzypkiem M. Kowalskim (który również był jego asystentem w latach 1937–1939 w Konserwatorium Muzycznym we Lwowie).
Występował z orkiestrą Towarzystwa Muzycznego w Katowicach pod dyrekcją Faustyna Kulczyckiego. Grał na XVIII-wiecznych skrzypcach lutnika Lorenzo Storioniego. Występował z kwartetem w składzie: J.C. – I skrzypce, M. Kowalski – II skrzypce, Marian Łobarzewski – altówka, Józef Drohomirecki – wiolonczela. W 1929 podczas pobytu wakacyjnego w Węgierskiej Górce u przyjaciela Jana Drozda, założył kwartet smyczkowy (J.C. – I skrzypce, A. Łabowska – II skrzypce, J. Drozd – altówka, Tadeusz Puchalski – wiolonczela) który koncertował w Węgierskiej Górce i pobliskich miejscowościach.

## Emigracja
W nocy 3 stycznia 1940 został aresztowany wraz ze swoim bratem Michałem przez Niemców, ale nad ranem 4 stycznia został zwolniony na podstawie pomyłki – nie było go na liście do aresztowania (zaś jego brat został rozstrzelany trzy dni później, 6 stycznia pod Kielcami u podnóża Białej Góry między Wiśniówką i Dąbrową).
Dzięki uczniom z konserwatorium, w którym wykładał, jeszcze przed wojną otrzymał paszport. Zostawiając rodzinę wyjechał do Włoch, a następnie dzięki Ignacemu Paderewskiemu, który zorganizował wówczas pomoc polskim artystom, wyjechał przez Szwajcarię do Francji, następnie do Szkocji a później do Anglii. Podczas pobytu na emigracji koncertował w Glasgow, Edynburgu oraz w Londynie gdzie osiedlił się i prowadził działalność artystyczno-pedagogiczną. W Londynie zakupił skrzypce włoskiego lutnika Vincenza Panormo. Miał okazję poznać Demetriusa Constantine Dounisa i spotkanie to zaowocowało w powstanie tłumaczeń publikacji D.S. Dounisa (jak i Carla Flescha) na język polski (na potrzeby nauczania przez Józefa Cetnera gry na skrzypcach już w Polsce). W 1945 uzyskał pozwolenie na udzielanie prywatnych lekcji gry na skrzypcach w Anglii (dzięki temu wspierał młodych skrzypków w przygotowaniach do egzaminów konkursowych do Royal Academy of Music w Londynie).
W roku 1952 po 12 latach wrócił do Polski (tym razem do Krakowa, gdzie mieszkała jego żona wraz z dorosłymi już córkami), lecz do Anglii wracał wielokrotnie do 1957. Podczas pobytu w Anglii dał szereg koncertów propagujących muzykę polską, grał dla polskich żołnierzy, występował przed Polonią angielską.

## Okres po powrocie z emigracji do Polski
W okresie od 1 września 1957 do 1965 dzięki pomocy przyjaciół otrzymał posadę w Państwowej Wyższej Szkole Muzycznej we Wrocławiu jako profesor nadzwyczajny na Wydziale Instrumentalnym (skrzypce i metodyka gry na skrzypcach). W latach 1958–1959 sprawował tam również funkcję kierownika Katedry Instrumentów Orkiestrowych. W latach 1962–1966 sprawował rolę konsultanta i rzeczoznawcy Szkół Muzycznych I i II stopnia we Wrocławiu.
3 grudnia 1960 Państwowa Wyższa Szkoła Muzyczna we Wrocławiu zorganizowała pod protektoratem Ministra Kultury i Sztuki Tadeusza Galińskiego jubileusz 45-lecia pracy artystycznej i pedagogicznej Józefa Cetnera, podczas którego zagrał Koncert skrzypcowy d-moll Giuseppe Tartiniego.
W wieku 74 lat, w 1961 przeszedł na emeryturę, jednak nadal pozostawał aktywny jako pedagog, skrzypek i wykładowca.
W lutym 1965 powtórzył swój solowy występ z jubileuszu 45-lecia działalności. Odbyło się to podczas koncertu symfonicznego z okazji 100 rocznicy Jana Sibeliusa zorganizowanego przez Państwową Filharmonię Śląską w Katowicach.
Zmarł w wieku 78 lat z powodu powikłań po gruźlicy. Został pochowany na Cmentarzu Rakowickim w Krakowie.

## Uczniowie i upamiętnienia
Jego uczniami byli m.in. Tadeusz Krotochwila, Karol Stryja, Edward Statkiewicz, Stanisław Lewandowski, Michał Spisak, Mieczysław Kowalski, Witold Krzemieński, Aleksandra Łabowska, Franciszek Ryling czy Józef Prower. Wśród jego wychowanków z okresu pracy we Wrocławiu byli: Ernest Dobiosz, Stanisław Grabca, Elżbieta Kopeczek, Henryk Pawlak.
Dorobek jego twórczości artystycznej obejmuje koncerty w Polsce (m.in. w Katowicach, Krakowie, Lublinie, Lwowie, Poznaniu, Raciborzu, Warszawie) oraz za granicą (m.in. w Austrii, Czechosłowacji, Hiszpanii (opera La Scalla), Anglii, Szkocji, Niemczech i we Włoszech). Afisze koncertowe z wydarzeń, w których brał udział Józef Cetner znajdują się m.in. w Archiwum Śląskiej Kultury Muzycznejprzy Bibliotece Akademii Muzycznej im. Karola Szymanowskiego w Katowicach.
Odznaczony został Złotym Krzyżem Zasługi (1936).
Jego portret sporządził malarz Józef Kidoń i jako fotografia oryginalnego obrazu olejnego, przechowywanego w prywatnej rodzinnej kolekcji, znajduje się w zbiorach Narodowego Archiwum Cyfrowego.
Członek Dolnośląskiego Towarzystwa Muzycznego i autor stałych odczytów i referatów dotyczących pedagogiki skrzypcowej.

## Życie rodzinne
2 lipca 1919 ożenił się z Michaliną Piechowicz, sądeczanką, jego uczennicą występującą w Galicyjskim chórze włościańskim.
Jego braćmi byli:
- Jakub Cetner[14] (zm. 26 października 1943 na skutek tortur[15], pochowany na cmentarzu św. Rocha w Buku, w woj. wielkopolskim),
- profesor Michał Cetner[44][45][46][33] (pochowany na Cmentarzu Partyzanckim w Kielcach[47]), (zasłużeni pedagodzy muzyki[15][48][49][50][51][13] i uczestnicy tajnych kompletów[52][53]).

Józef miał dwie córki: Lidię Cetner (ur. 1925) i Grażynę Marię Cetner (ur. 1927).

## Publikacje
- Pierre Gaviniés. 24 etiudy na skrzypce solo. Opracowanie: Józef Cetner. Kraków, 1963. Wydawnictwo: PWM, nr katalogowy 4672, seria pedagogiczna[54].
- Zasady nauczania gry skrzypcowej (rękopis). Podręcznik[42].
- Skrzypce główne – program nauczania w wyższych szkołach muzycznych[4].